# Calmus (Luksemburg)
Calmus (lb. Kaalmes, niem. Kalmus) – wieś (Uertschaft) w zachodnim Luksemburgu, w kantonie Redange, w gminie Saeul. Do 3 października 2015 miejscowość leżała w dystrykcie Diekirch. Liczy 209 mieszkańców (31 grudnia 2022).